# Muammer Birdal
Muammer Birdal (* 3. März 1957 in Zonguldak) ist ein ehemaliger türkischer Fußballspieler und -trainer. Durch seine langjährige Tätigkeit für Zonguldakspor und als Eigengewächs wird er sehr stark mit diesem Verein assoziiert. Von Fan- und Vereinsseiten wird er als einer der bedeutendsten Spieler der Klubgeschichte aufgefasst. So hält er mehrere Vereinsrekorde. Mit 321 Erstligaeinsätzen für Zonguldakspor ist er der Spieler mit den meisten Süper-Lig-Einsätzen der Vereinsgeschichte und mit 401 steht er in der Liste der Fußballspieler mit den meisten Süper-Lig-Einsätzen an 19. Stelle.

## Spielerkarriere

### Verein
Birdal startete seine Vereinsfußballkarriere in der Jugendabteilung seines Heimatvereins Zonguldakspor. Dieser Provinzverein wurde durch eine Reform im türkischen Fußball initiiert erst im Sommer 1966 gegründet und schaffte durch die Meisterschaft im Sommer 1973 die erste Teilnahme an der Türkiye 1. Futbol Ligi, der höchsten Spielklasse im türkischen Fußball. Birdal schaffte es im Sommer 1975 in die Profimannschaft. Sein Profidebüt gab er am 24. Dezember 1975 in einer Pokalbegegnung gegen Mersin İdman Yurdu. Bis zum Saisonende absolvierte er in der Liga sechs Einsätze. In den nächsten drei Spielzeiten kam Birdal zu immer mehr Spieleinsätzen, ehe er in der Spielzeit 1979/80 zum Stammspieler aufstieg. In dieser Spielzeit beendete die Mannschaft die 1. Liga völlig überraschend auf dem 3. Tabellenplatz und erreichte damit die beste Erstligaplatzierung der Vereinsgeschichte. Birdal war als Abwehrspieler mit vier Erstligatoren einer der erfolgreichsten Torschützen seiner Mannschaft. Zudem hatte er maßgeblich Anteil daran, dass seine Mannschaft mit 19 Gegentoren nach dem Meister Trabzonspor die Mannschaft mit den wenigsten Gegentoren wurde. In der nächsten Spielzeit festigte Birdal seine Stellung innerhalb der Mannschaft und stieg dadurch zum Nationalspieler auf. Sein Team beendete die Saison auf dem 7. Tabellenplatz und blieb hinter der Vorjahresleistung zurück. In der Saison 1981/82 fand die Mannschaft wieder zu alter Stärke und beendete die Saison auf dem vierten Tabellenplatz. Damit wurde die zweitbeste Erstligaplatzierung der Vereinsgeschichte erreicht. Birdal zählte auch in dieser Spielzeit zu den wichtigsten Spielern seiner Mannschaft. Die nachfolgenden Jahre blieb Birdals Mannschaft hinter den Erwartungen und spielte zuletzt gar gegen den Abstieg. In der Saison 1987/88 rutschte die Mannschaft früh in die Abstiegsregion und schaffte es über die gesamte Saison nicht, sich aus dieser Zone zu befreien. Am Saisonende stieg die Mannschaft als Tabellenletzter in die 2. Liga ab. Als einzigen Lichtblick dieser Saison erreichte die Mannschaft im Türkischen Pokal der Saison 1987/88 das Halbfinale.
Nach dem Abstieg mit Zonguldakspor entschied sich Birdal dazu, weiterhin in der 1. Liga zu spielen und wechselte deswegen im Sommer 1988 zum südosttürkischen Verein Kahramanmaraşspor. Hier etablierte er sich auf Anhieb als Stammspieler. Auch dieser Klub verfehlte zum Saisonende den Klassenerhalt, weshalb Birdal erneut den Verein wechselte. Dieses Mal heuerte er beim südtürkischen Erstligisten Adana Demirspor an. Nachdem auch mit diesem Verein zum Saisonende der Klassenerhalt verfehlt wurde, entschied sich Birdal dieses Mal dazu, den Weg in die 2. Liga anzutreten. In der 2. Liga gelang Birdals Team aber der direkte Wiederaufstieg. So spielte Birdal nach einer Saison wieder in der 1. Liga. Nach de Aufstieg spielte die Mannschaft erneut gegen den Abstieg. Nachdem dieser nicht abgewendet werden konnte, entschied sich Birdal dazu, den Verein zu verlassen.
Im Sommer wechselte er deswegen zu seinem Heimatverein Zonguldakspor. Mit diesem spielte er eine Saison in der 2. Liga, ehe er im Sommer 1993 seine Spielerkarriere beendete.

### Nationalmannschaft
Birdal wurde 1981 vom türkischen Nationaltrainer Özkan Sümer im Rahmen eines WM1982-Qualifikationsspiel gegen die Walisische Nationalmannschaft in den Kader der Türkischen Nationalmannschaft nominiert. In dieser Partie gab Birdal dann sein Länderspieldebüt. Einen Monat später absolvierte er dann sein zweites und letztes Länderspiel.
1982 stand er dann im Kader der Türkischen U-21-Nationalmannschaft und absolvierte hier gegen die Ungarische U-21-Nationalmannschaft sein einziges U-21-Länderspiel. In dieser Partei war Birdal deutlich über 21 Jahre alt.

## Trainerkarriere
Birdal begann 1996 als Cheftrainer zu arbeiten und betreute als erste Tätigkeit den Drittligisten Çaycumaspor, einer Mannschaft aus Birdals Heimatprovinz Zonguldak. Ein Jahr später übernahm er mit Kilimlispor einen weiteren Drittligisten seiner Heimatprovinz. Anschließend trainierte er der Reihe nach wieder Çaycumaspor und Kilimlispor, ehe er im Frühjahr 2002 Zonguldakspor zu trainieren begann. Diesen Verein führte er zum Saisonende zur Meisterschaft der TFF 3. Lig und damit zum Aufstieg in die TFF 2. Lig. Nach diesem Erfolg verließ er den Verein wieder. Zur neuen Saison übernahm er dann Karamanaspor.
Im Sommer 2004 übernahm er ein zweites Mal Zonguldakspor und betreute diesen Klub bis zum Januar 2005.

## Erfolge

### Als Spieler
Mit Zonguldakspor
- 3. Platz der Süper Lig: 1979/80
- 4. Platz der Süper Lig: 1981/82
- Halbfinalist im Türkischen Fußballpokal: 1987/88

Mit Adana Demirspor
- Meister der TFF 1. Lig und Aufstieg in die Süper Lig: 1990/91

### Als Trainer
Mit Zonguldakspor
- Meister der TFF 3. Lig und Aufstieg in die TFF 2. Lig: 2001/02